# Абленвил
Абленвил (фр. Hablainville) насеље је и општина у североисточној Француској у региону Лорена, у департману Мерт и Мозел која припада префектури Линевил.
По подацима из 2011. године у општини је живело 213 становника, а густина насељености је износила 28,06 становника/km². Општина се простире на површини од 7,59 km². Налази се на средњој надморској висини од 315 метара (максималној 347 m, а минималној 262 m).

## Демографија
| 1962. | 1968. | 1975. | 1982. | 1990. | 1999. | 2011. |
| ----- | ----- | ----- | ----- | ----- | ----- | ----- |
| 197   | 209   | 193   | 162   | 162   | 191   | 213   |

График промене броја становника у току последњих година